# Nemosia pileata
Nemosia pileata là một loài chim trong họ Thraupidae.